# خزین‌آباد
این روستا در دهستان کوهپایه شرقی از توابع بخش مرکزی شهرستان آبیک در استان قزوین ایران قرار دارد و براساس سرشماری مرکز آمار ایران در سال 1385، جمعیت آن 7 خانوار بوده‌ است، که در حال حاضر به 5 خانوار و جمعیت کمتر از 30 نفر کاهش پیدا کرد. ساکنان کنونی خزین‌آباد را طایفه احسانی ( اصالتاً طالقانی ) و ایل بهرامی ( اصالتاً لک زبان ) تشکیل می دهد. کار اهالی روستای خزین آباد کشاورزی، باغداری و دامداری است.
این روستا به دلیل خزینه های زیاد آب به خزین آباد معروف بوده و به این اسم شناخته و ثبت شده است.
یکی از شایعات زیاد این روستا به دلیل اسم و قدمت آن این است که حفره سکه های قدیمی ( کوزه های گنج ) ساکنین روستا و معادن طلا در آن وجود دارد، که می توان آثار حفاری افراد ناشناس را در جای جای مختلف روستا مشاهده کرد.

## امکانات و دسترسی روستا
از امکانات این روستا می توان به دارا بودن آب آشامیدنی قنات، کانال آب طالقان به قزوین، برق تک فاز و سه فاز، دسترسی به بزرگراه تهران - قزوین، جاده آسفالت، اراضی مسطح برای کشاورزی، باغداری و امکانات دامپروری اشاره کرد.
این روستا از سمت ورودی جاده قدیم و بزرگراه : شمال به روستای بهجت آباد، جنوب به بزرگراه تهران - قزوین ( شرکت ماسه شویی آبیک )، از سمت غرب به روستای فالیزان، از شرق به روستای میرپنجی ( ناصرآباد ) دسترسی دارد.

## سهم اراضی روستا
5 ( پنج ) دنگ از سهم این روستا به نام طایفه احسانی ها، 0.5 ( نیم ) دنگ به نام آقای گیلانی و 0.5 ( نیم ) دنگ مابقی آن سهم ایل بهرامی ها می باشد.
یکی از موارد مهم قابل ذکر این می باشد که متاسفانه ملک مشاع بوده و سهم های این روستا بین وراث مشخص و تقسیم بندی نشده، از این رو ایل بهرامی بدون اجازه و رضایت مالکین بیشتر از سهم خود ساخت و ساز، کشاورزی، دامپروری و چرای دام کرده اند.
درحال حاضر از 300 هکتار از 700 هکتار سهم اراضی روستای خزین آباد توسط منابع طبیعی به دلیل عدم زراعت و بلااستفاده از سوی ساکنین و مالکان آن تصرف شده است.
روستای خزین آباد بدون هیچ گونه مشکلی قابل فروش بوده و با 400 هکتار بهترین شرایط استفاده برای مشاغل ساخت ساز، کشاورزی، دامپروری، صنعتی و نظامی را دارد.